# 552-й ракетний полк (СРСР)
552-й ракетний полк (в/ч 29500) — військова частина у складі Ракетних військ стратегічного призначення Збройних сил СРСР і України.

## Історія створення і бойовий шлях
552-й ракетний полк сформований 1 жовтня 1969 року в селищі Маньківка Уманського району Черкаської області й увійшов до складу 46-ї ракетної дивізії. Формування полку здійснювалось на колишній базі 309-го ракетного полку, використовуючи його позиційний район (с. Маньківка) і житловий фонд (м. Умань).
У 1970 році полк заступив на бойове чергування на ракетному комплексі УР-100К (8К84).
27 березня 1974 року 552-й ракетний полк передислокований до м. Первомайськ Миколаївської області.
Наприкінці 1975 року полк був переоснащений на ракетний комплекс 3-го покоління УР-100НУ (15ПО35), успішно пройшов перенавчання і заступив на бойове чергування.
У зв'язку з ліквідацією ядерного озброєння в Україні, 1 грудня 1997 року 546-й ракетний полк був розформований.

## Командири полку
- полковник Мясніков Віктор Капітонович (1969—1972);
- підполковник Каргін Лев Григорович (1972—1978);
- підполковник Попсуйко Василь Павлович (1978—1979);
- підполковник Толубко Володимир Борисович (1979—1982);
- підполковник Курносов Юрій Миколайович (1982—1986);
- підполковник Тимощенко Володимир Анатолійович (1986—1994);
- підполковник Постніков Олександр Сергійович (1994—1997).